# Pristiceros lascivus
Pristiceros lascivus là một loài tò vò trong họ Ichneumonidae.